# Jan Paszkiewicz (rolnik)
Jan Paszkiewicz, może: Iwan Paszkiewicz? (ur. 1892, zm. po 1941) – polski rolnik z Wileńszczyzny, poseł na Sejm Ludowy Litwy w 1940, deputowany do Rady Najwyższej Litewskiej SRR.

## Życiorys
Był jednym z czterech polskich posłów wybranych do Sejmu Litwy w 1940 roku z Wileńszczyzny. [1 lipca 1940 roku głosował za włączeniem Litwy w skład Związku Radzieckiego. W 1941 roku kandydował do Rady Najwyższej Litewskiej SRR, wchodząc później w skład jej Prezydium (kolegialnej głowy państwa).